# M14 (fucile)
L'M14 (nomenclatura ufficiale United States Rifle, 7.62 mm, M14), è un fucile da battaglia a fuoco selettivo camerato per la munizione 7,62 × 51 mm NATO (corrispettivo militare della .308 Winchester). Sostituì gradualmente il Garand M1 come arma di servizio prima nell'esercito (sostituzione completata nel 1961) e poi nel corpo dei Marines (sostituzione completata nel 1965) e fu impiegato dalle truppe americane dal 1959 fino al 1964, quando cominciò a essere rimpiazzato dall'M16.
L'M14 fu l'ultimo fucile da battaglia adottato dalle forze armate americane e rimane oggi in servizio solo in pochi reparti come arma da tiratore, cerimoniale o addestramento. I modelli civili semiautomatici sono particolarmente apprezzati per la caccia o alle competizioni.
Le varianti di precisione M21 e M25 sono state gradualmente rimpiazzate dal più preciso e maneggevole M24 SWS ma rimangono ancora in servizio presso certi reparti. Una variante modernizzata dell'arma, denominata M14 EBR (Enhanced Battle Rifle) realizzata dalla Sage International Ltd e dalla Smith Enterprise, è stata immessa in servizio a partire dal 2002. Tale versione è dotata di calcio telescopico, guida Picatinny e sistema di mira olografico.

## Storia

### I primi sviluppi
L'M14 fu il frutto di una lunga serie di armi sperimentali basate sul fucile M1 che, pur essendo stata un'arma all'avanguardia negli anni '30, era un'arma tutt'altro che perfetta. Varie modifiche erano già in applicazione negli ultimi mesi della Seconda guerra mondiale, tra cui un selettore per il fuoco automatico e la possibile sostituzione della clip en-bloc da 8 colpi con un caricatore amovibile da 20 colpi.
Winchester Repeating Arms, Remington Arms, Springfield Armory e perfino lo stesso John Garand proposero le loro possibili conversioni. Il progetto di Garand, denominato T20, fu particolarmente apprezzato e servì alla Springfield Armory come base per vari fucili sperimentali tra il 1945 e i primi anni '50.

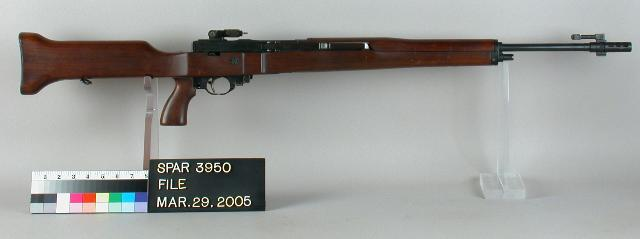
Prototipo T25

Nel 1945, Earl Harvey progettò (sotto la supervisione del colonnello Rene Studler) alla Springfield Armory un nuovo fucile, denominato provvisoriamente T25, camerato per la nuova munizione leggera .30 T65 (7,62 × 49 mm). La munizione T65 era stata sviluppata dalla Frankford Arsenal usando come base la .30-06 accorciata fino alle dimensioni della .300 Savage. Sebbene più corta della .30-06 e con minore capacità, la T65 manteneva praticamente inalterate le performance balistiche della vecchia munizione grazie all'impiego di una nuova polvere appena sviluppata dalla Olin Industries. Dopo la sperimentazione con vari tipi di proiettile, la munizione T65 venne standardizzata e adottata con la denominazione 7,62 × 51 mm NATO, poi portata sul mercato civile come .308 Winchester. Dopo una serie di revisioni, operate da Harvey e altri membri della squadra di progettazione a seguito dei testo condotti a Fort Benning nel 1950, il T25 fu rinominato T47.
Nel frattempo, un'altra squadra alla Springfield Armory riuscì a proporre un proprio prototipo, denominato T44, realizzato con fondi molto inferiori rispetto a quelli concessi a Harvey. La necessità di risparmiare fece sì che i primi prototipi fossero realizzati a partire da castelli T20E3 modificati per accettare caricatori e ricamerati per la nuova munizione NATO. Lloyd Corbett, ingegnere al lavoro già sul progetto di Harvey, intervenne sul T44 modificando la leva di azionamento curva del Garand (uno dei punti deboli del fucile) in una dritta e aggiungendo un rullino per ridurre la frizione durante lo sblocco dell'otturatore.

### I test dell'esercito

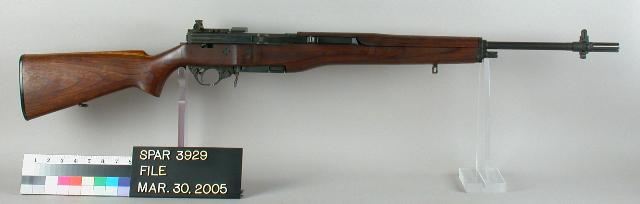
Prototipo T47

Il T44 prese parte alle prove tenutesi a Fort Benning contro il T47 e il T48 (variante del FAL belga della FN). Il T47, che non presentava il rullino sull'otturatore, diede risultati inferiori rispetto ai concorrenti e fu quindi messo da parte nel 1953. I test del biennio 1952-1953 misero in luce le performance pressoché identiche tra T44 e T48, con il secondo in lieve vantaggio in facilità di smontaggio e affidabilità in caso di polvere. Un articolo comparso sul Newsweek nel luglio 1953 sembrava sostenere che il T48/FAL sarebbe stato adottato a breve a scapito del concorrente T44. Nel biennio 1953-1954 i fucili vennero testati nelle basi americane nell'Artico. Gli ingegneri della Springfield Armory, per assicurarsi la selezione del T44, modificarono il fucile per settimane riprogettando il sistema di regolazione dei gas e riprofilando caricatore e parti varie per ridurre la frizione a basse temperature. Il T48 non subì invece modifiche e si comportò non egregiamente, con blocchi e inceppamenti, aggravati poi dalle basse tolleranze tra le parti mobili (otturatore, porta-otturatore e castello). Gli ingegneri della FN tentarono di aggirare il problema aprendo al massimo la valvola per i gas ma la soluzione improvvisata generò problemi di sovrapressione con conseguente rottura delle parti più fragili. Come risultato, il T44 fu giudicato superiore in condizioni climatiche artiche e fu messo in chiaro che gli Stati Uniti non avrebbero accettato il T48 a meno che l'arma non avesse superato un altro test a temperature artiche l'inverno successivo.
Nel giugno 1954 la Springfield Armory ricevette nuovi fondi e fu possibile creare dei nuovi castelli progettati appositamente per la nuova munizione T65 (ben più corta della .30-06 usata dal Garand M1), e l'arma risultò più leggera di oltre un chilogrammo rispetto al vecchio fucile. I testi condotti a Fort Benning con T44 e T47 continuarono tra l'estate e l'autunno del 1956. Il T48/FAL era stato a quel punto modificato a tal punto che l'arma presentò lo stesso numero di malfunzionamenti del rivale T44.
Il T44 fu selezionato primariamente per il suo peso (circa 500 g meno rispetto al T48), ma anche per una maggiore semplicità nello smontaggio, un sistema a gas in grado di regolarsi automaticamente in base al tipo di munizione usata e inoltre si pensò di poter usare i macchinari prima usati per produrre i Garand nella produzione della nuova arma (cosa che si rivelò poi impossibile). Il T44 fu adottato nel 1957 con la denominazione M14.

### I contratti di produzione
La produzione iniziale per i fucili fu affidata a Springfield Armory, Winchester Repeating Arms e Harrington & Richardson. Solo più tardi entrò in gioco anche la Thompson-Ramo-Wooldridge. In totale, la produzione di M14 militari ammonta a 1.376.031 esemplari tra il 1959 e il 1964.
La Springfield Armory produsse 6.641 fucili M14 NM tra il 1962 e il 1963, cui si sommano 4.872 fucili prodotti dalla TRW nel 1964. Sempre la Springfield Armory si occupò della conversione di 4.489 fucili allo standard NM, mentre altri 2.462 esemplari vennero costruiti ex-novo nel 1967. Nel periodo 1962-1967 furono prodotti e distribuiti in totale 11.130 fucili M14 NM.
I fucili M14 prodotti dalla Springfield Armory e dalla Winchester Repeating Arms usavano castelli ricavati dal pieno in acciaio AISI 8620, una lega a basso tenore di carbonio con molibdeno e cromo. La Harrington & Richardson produceva anch'essa castelli in AISI 8620, con l'eccezione di dieci esemplari realizzati in AISI 1330 e un singolo castella realizzato con una lega di acciaio ad alto contenuto di nichel.

### Uso sul campo

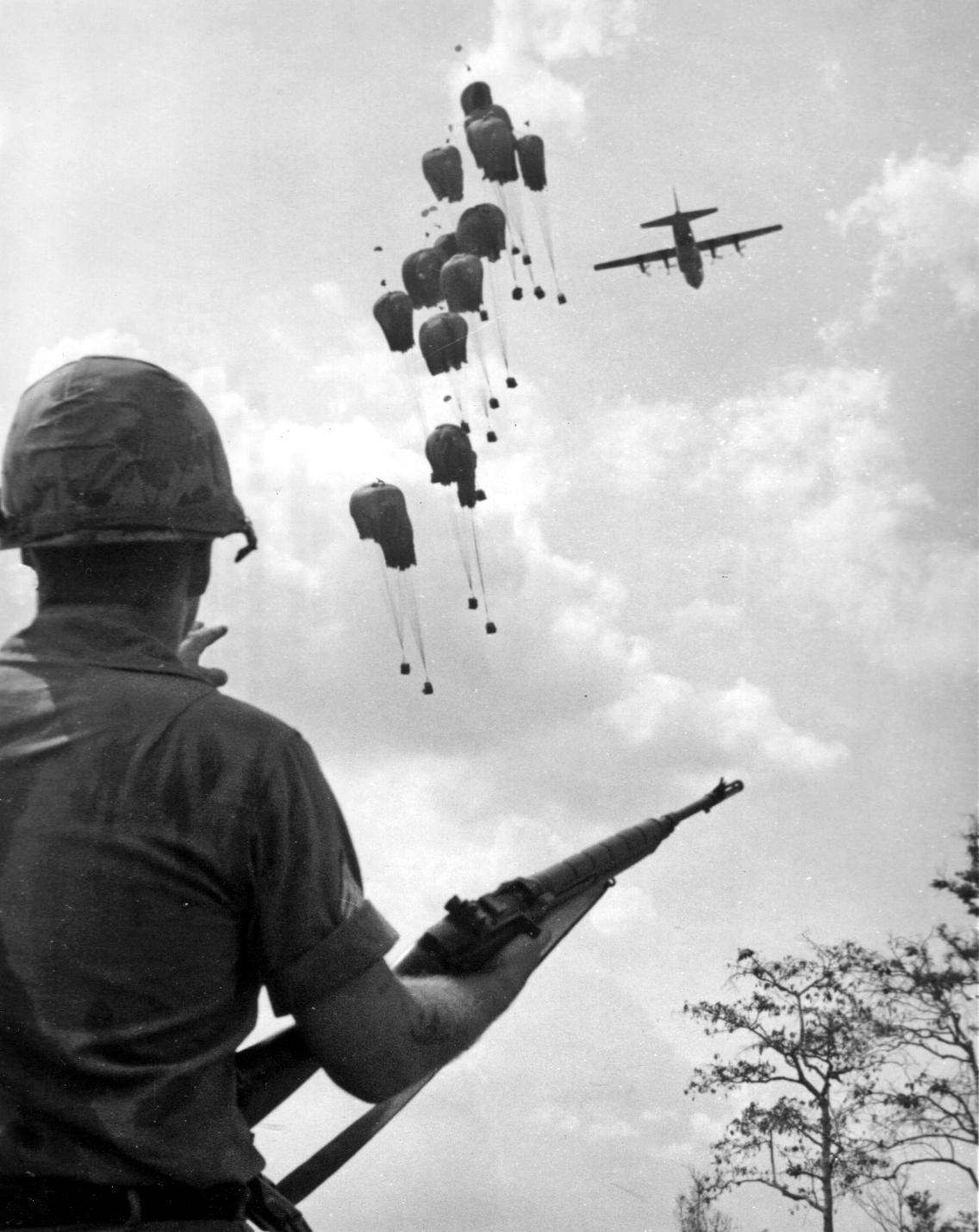
Un soldato statunitense armato di M14 osserva un lancio di rifornimenti nel 1967 durante la Guerra del Vietnam

Dopo l'adozione dell'M14, la Springfield armory iniziò la preparazione degli strumenti di produzione nel 1958, consegnando i primi fucili all'esercito nel luglio del 1959. Tuttavia, i numerosi ritardi nell'avvio della produzione fecero sì che solo la 101ª Aviotrasportata fosse equipaggiata con i nuovi fucili alla fine del 1961. La Flee Marine Force completò la transizione dal Garand al nuovo M14 per la fine del 1962. I registri della Springfield Armor registrano che la produzione di M14 militari terminò nel momento in cui la TRW consegnò il suo secondo ordine nell'anno fiscale 1965 (che andava dal 1 luglio 1964 al 30 giugno 1965. Sempre secondo lo stesso archivio, sappiamo che l'esercito acquisì un totale di 1.376.031 di fucili per la cifra di 143.000.000 $ (valore per fucile di circa 104 $).
Il fucile si rivelò una buona arma durante il suo breve servizio in Vietnam. L'arma era sì poco maneggevole, troppo lunga e pesante, ma la notevole potenza del nuovo 7,62 mm NATO permetteva di colpire bersagli oltre gli ostacoli e raggiungere gittate molto elevate, sviluppando un'energia di 3.463 J alla volata. Tuttavia, a tutti questi vantaggi corrispondevano delle pecche. Le calciature in legno con l'umidità si deformavano facilmente, inficiando la precisione; i calci in fibra di vetro per risolvere il problema furono distribuiti quando il fucile era già in fase di accantonamento. Inoltre, data la munizione estremamente potente, l'arma risultava praticamente incontrollabile nel fuoco automatico e molte furono settate sul fuoco semiautomatico con successivo danneggiamento volontario del selettore per impedire l'uso a raffica libera dell'arma.

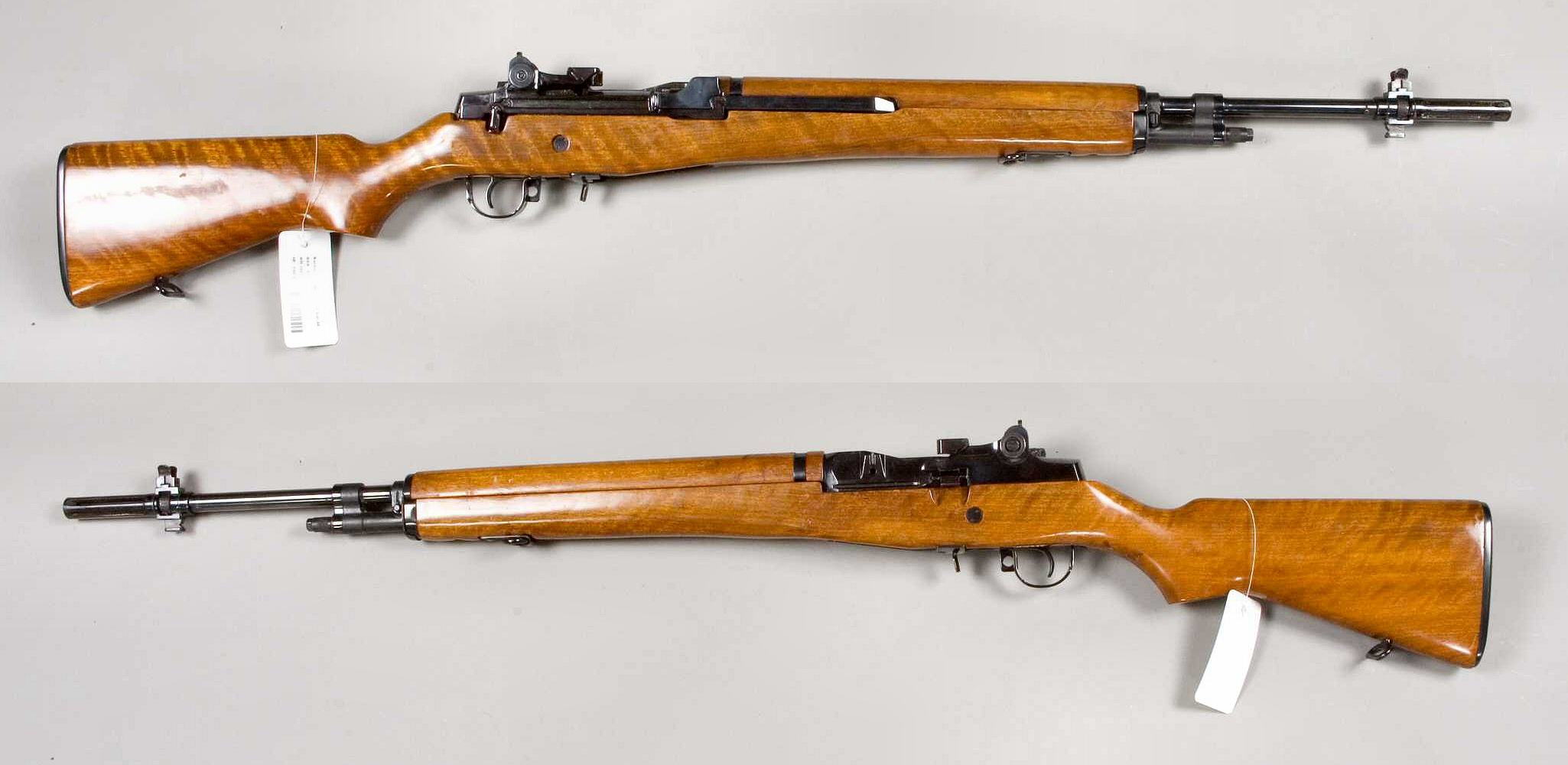
Un rarissimo esemplare di M14 da presentazione, numero seriale 0010

Nel piano originale, gli M14 avrebbero dovuto sostituire non una ma sette armi in uso all'esercito (alcune fin dalla prima guerra mondiale) (M1903, M1 Garand, M1917 Enfield, M1 Carbine, M3 "Grease Gun", Thompson e B.A.R.) così da semplificare all'osso la logistica unificando la munizione, i caricatori e le parti di ricambio. Nel settembre del 1962, l'M14 fu definito "inferiore sotto ogni punto di vista" al Garand M1 che andava a sostituire. In poche parole, la munizione era troppo potente perché l'arma potesse essere impiegata come pistola mitragliatrice e l'arma era troppo leggera per fungere da mitragliatrice leggera o da squadra.

### Rimpiazzo
L'M14 rimase il principale fucile di servizio dell'esercito statunitense per la guerra del Vietnam finché non fu soppiantato dal nuovo M16 nel 1966, sebbene i genieri continuarono a usare l'arma per diversi anni. Già alla fine del 1963 le forniture di M14 furono interrotte, quando il Dipartimento della Difesa (DOD) constatò l'evidente superiorità del nuovo AR15 (poi M16). Questa constatazione spinse a testare il nuovo fucile e le prove non lasciarono dubbi sull'effettiva inferiorità dell'M14, la cui produzione venne quindi immediatamente sospesa. Nel 1964 Robert McNamara ordinò il rimpiazzo di tutti gli M14 con il nuovo M16, nonostante il parere contrario di vari ufficiali convinti della superiorità del 7,62 mm sul 5,56 mm NATO. La produzione si interruppe ma diverse unità in Vietnam rifiutarono l'adozione dell'M16, definendolo un "giocattolino della Mattel". Alla fine del 1967, l'M16 divenne il fucile di ordinanza (Standard A), ma l'M14 fu mantenuto in servizio (Limited standard) per quei reparti che non volevano adattarsi alla nuova arma. In Europa, le truppe americane di stanza nelle basi continuarono a usare il fucile fino al 1970.
L'esercito convertì svariate migliaia di M14 in fucili di precisione M21, e questi esemplari rimasero in servizio attivo fino al 1988, anno di adozione del nuovo M24 SWS.
Nel 1969, i macchinari per la produzione di M14 furono venduti a Taiwan e migliaia di fucili furono esportati verso le repubbliche baltiche e Israele.

### Servizio militare post-1970

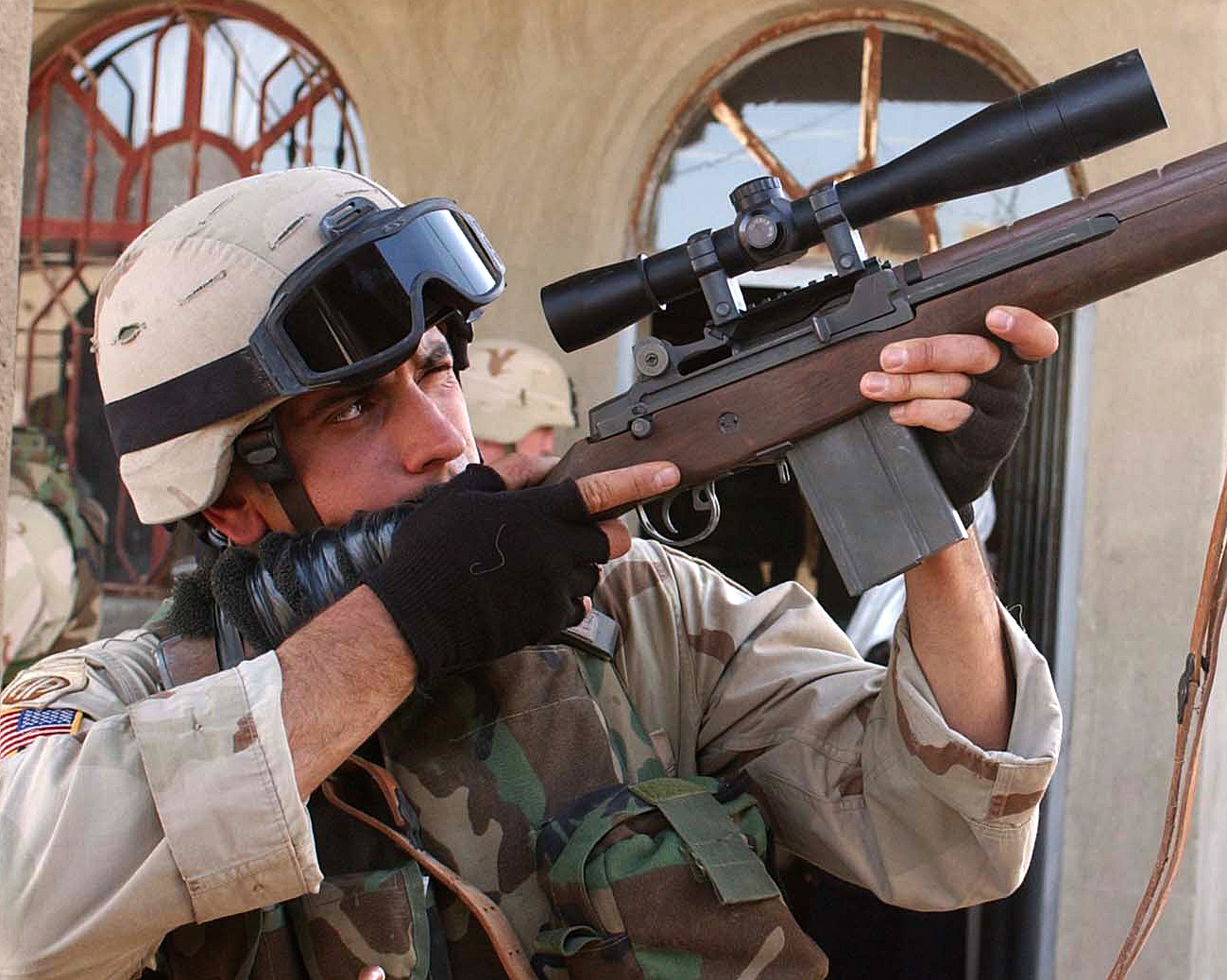
Un tiratore dell'esercito in servizio a Fallujah, Iraq, armato di M14 con ottica Leupol lR/T 10 × 40 mm M3

A metà degli anni '90, il corpo dei Marines scelse come nuovo fucile da tiratore un M14 modificato dal Precision Weapons Shop della base militare di Quantico e denominato DMR (Designated Marksman Rifle). L'arma aveva lo scopo di armare le truppe a cui avrebbe fatto più comodo un fucile semiautomatico piuttosto che un semplice M40A3 bolt-action. Quindi, sebbene messo da parte a partire dal 1970, le varianti dell'M14 rimangono ancora in uso ad alcuni reparti armati statunitensi, grazie alla sua ottima precisione a lungo raggio. Alcuni M14 sono stati usati anche durante le guerre in Afghanistan e Iraq degli ultimi anni, e si parla di M14 originali, non varianti M21. Le modifiche principali includono ottiche e calci in fibra di vetro. Uno studio del 2009 condotto dall'esercito dimostrava come oltre metà degli scontri in Afghanistan aveva luogo oltre i 300 m. La munizione 5,56 × 45 mm NATO non risulta efficace su distanze così lunghe e questo ha portato migliaia di M14 a rientrare in servizio.

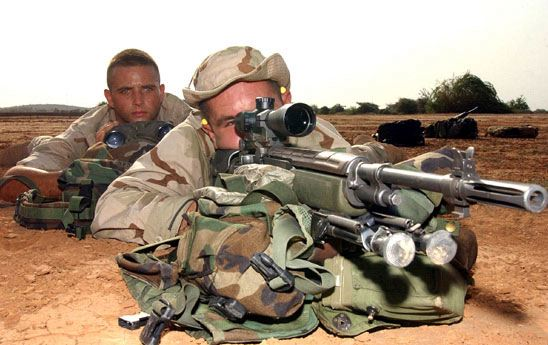
Un tiratore scelto del corpo dei Marines in azione con un M14 EBR.

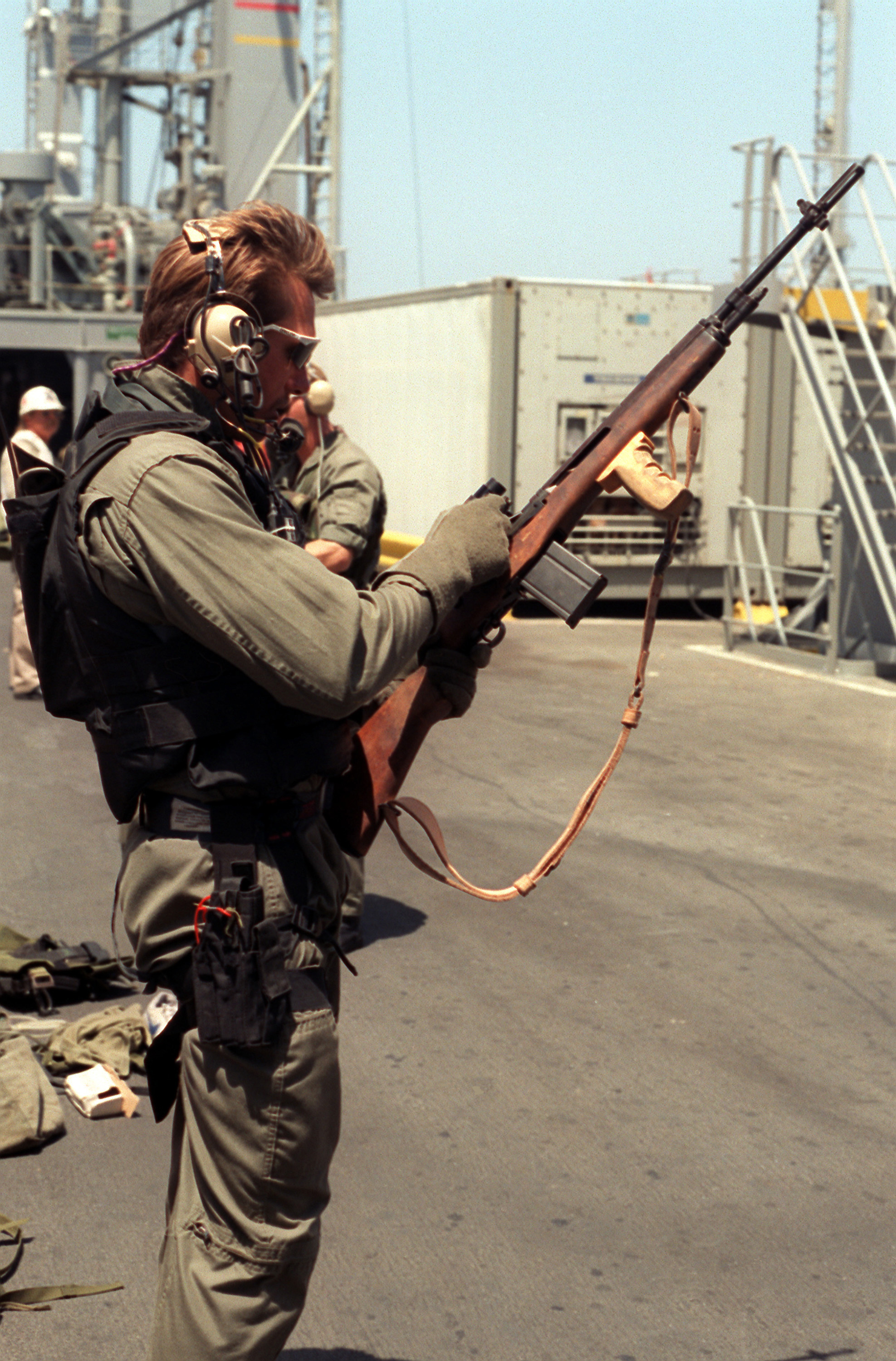
Un Navy SEAL armato di M14 durante le operazioni marittime svoltesi nel contesto dell'operazione Desert Storm.

Diverse varianti di precisione sono state usati dai Navy SEAL, spesso erroneamente etichettate come M21, sebbene solo una di esse abbia ricevuto la denominazione ufficiale di M25. Sempre i SEAL usano la Variante Mk. 14 Mod. 0 EBR per scontri ravvicinati. Anche le unità Delta Force impiegano il fucile M14 in combattimento: nel resoconto sulla battaglia di Mogadiscio (Black Hawk Down: a Story of Modern War), viene citato l'uso da parte del sergente Randy Shughart di un M14 per fornire copertura alle truppe a terra dall'elicottero.
Anche i Berretti Verdi hanno fatto uso dell'M25 come fucile da ricognitore. L'arma fu sviluppata a metà degli anni '80 come variante di precisione ma l'adozione del sistema M24 relegò il fucile al ruolo di arma secondaria, usata spesso dall'osservatore della squadra, lasciando quindi il bolt-action al tiratore.
L'M14 è rimasto in uso più a lungo di qualunque altro fucile americano, superando persino il mai dimenticato M1903, ma detiene allo stesso tempo il secondo posto sul podio dei fucili con il periodo di servizio più breve, superato solamente dal più anziano Krag-Jørgensen.

### Servizio nelle altre nazioni
Le FIlippine ottennero grandi forniture di M14, carabine M1 e M2, Garand M1 e M16, che vennero assegnati ai corpi di polizia e alle squadre di difesa.
I macchinari di produzione della Springfield furono venduti in toto nel 1967 alla Repubblica Cinese di Taiwan, che l'anno seguente avviò la produzione domestica del Type 57, la cui produzione ammonta ad oggi a oltre 1.000.000 di esemplari. Ad eccezione delle finiture, l'arma è identica al fucile americano ed è ancora oggi in uso come arma di riserva nell'esercito e come arma di servizio per le guardie aeroportuali.

Nella Cina continentale, la Norinco produceva una variante di M14 destinata all'esportazione, venduta negli Stati Uniti fino ai decreti del 1989 e del 1994 che vietarono l'importazione e poi la vendita di armi di produzione cinese sul suo americano. Anche i fucili prodotti dalla Poly Technologies vennero banditi negli Stati Uniti col decreto del 1989 mentre vengono tranquillamente venduti in Canada, Italia e Nuova Zelanda con i nomi equivalenti di M14S e M305.

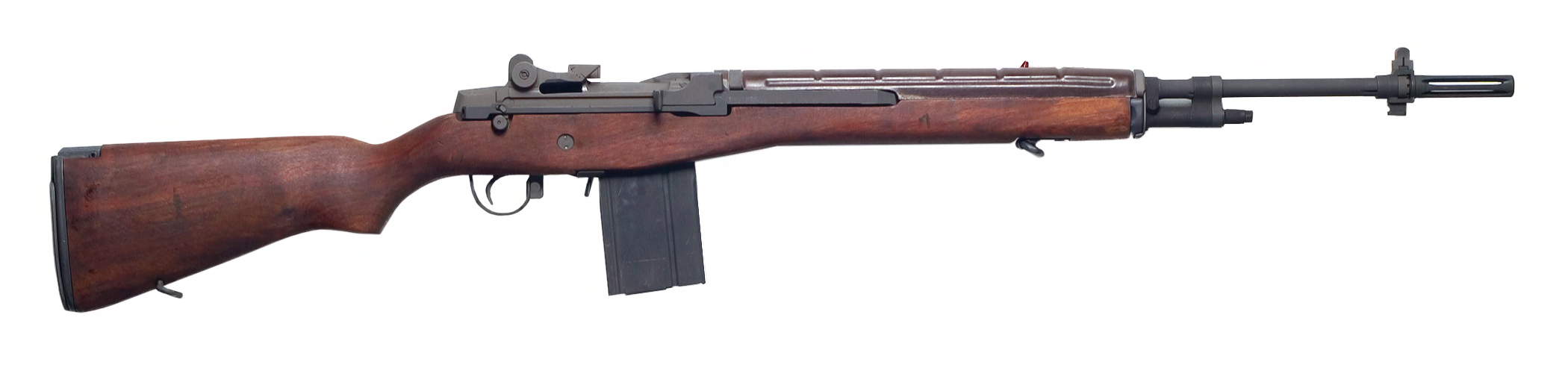
Un M14 con la classica calciatura in legno

## Varianti

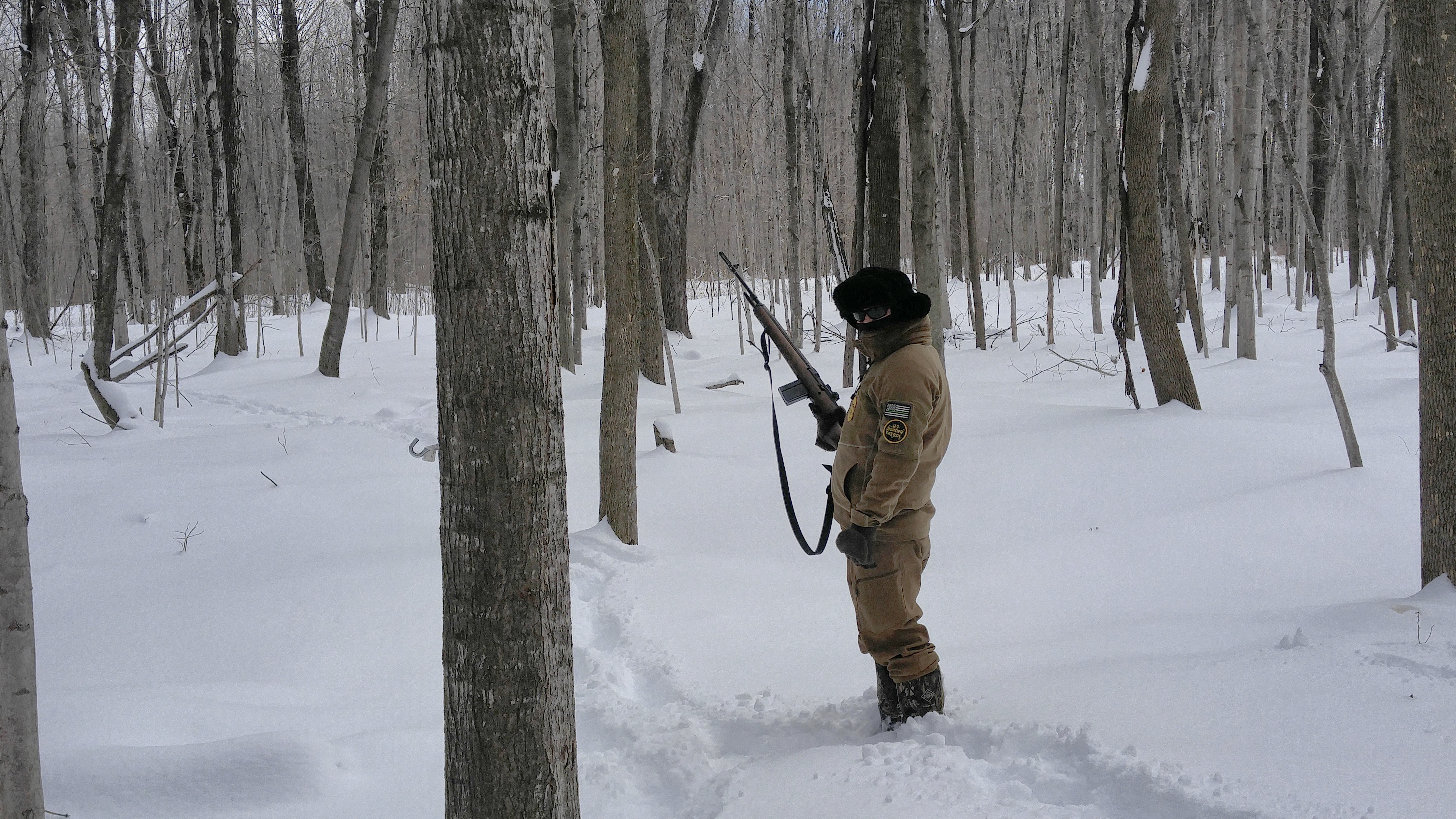
Un agente della polizia di frontiera armato di M14 in cerca di un fuggitivo nelle foreste innevate al confine col Canada

### Militari
- M15 SAW (Squad Automatic Weapon): un M14 lievemente modificato che sarebbe andato a sostituire il B.A.R. come arma leggera da squadra. Le modifiche includevano una canna pesante, un calciolo apribile per supporto al tiro, un selettore per il fuoco totalmente automatico e un bipiede. Analogamente al normale M14, l'arma era camerata per il proiettile 7,62 mm NATO. I test, tuttavia, dimostrarono come un qualunque M14, quando dotato di bipiede e calciolo, potesse fornire lo stesso identico servizio e da qui si giunse alla decisione di scartare il progetto M15 in favore di un più semplice e rapido processo di adozione. I problemi nel mantenere l'arma sul bersaglio in modalità automatica portarono all'aggiunta di un'impugnatura a pistola, un'impugnatura anteriore in metallo ricoperta in gomma e pieghevole e di uno stabilizzatore alla volata. Il caricatore da 20 colpi e la rapidità di surriscaldamento giocarono però a sfavore dell'arma.
- M14 E1: una variante con calcio pieghevole testata per fornire un'arma più compatta a paracadutisti e carristi. Nessuna versione fu mai standardizzata.
- M14 E2 (M14 A1): una variante a fuoco selettivo dell'M14 da usare come arma da squadra. Progettata dalla Infantry School, l'arma venne distribuita nel 1963 come E2 e poi ridesignata A1 nel 1966. Strutturalmente identica al mai prodotto M14, questa variante sostituiva la copertura metallica della canna con una in plastica per ridurre il peso. Soffriva degli stessi problemi dell'M15: scarsa capacità e controllabilità e rapido surriscaldamento.
- M14 M - M14 NM: variante solo semiautomatica dell'M14 sviluppata per il mercato civile. La conversione partiva da M14 standard su cui veniva saldata in posizione la leva del selettore. La variante NM è costruita rispettando i criteri più severi.

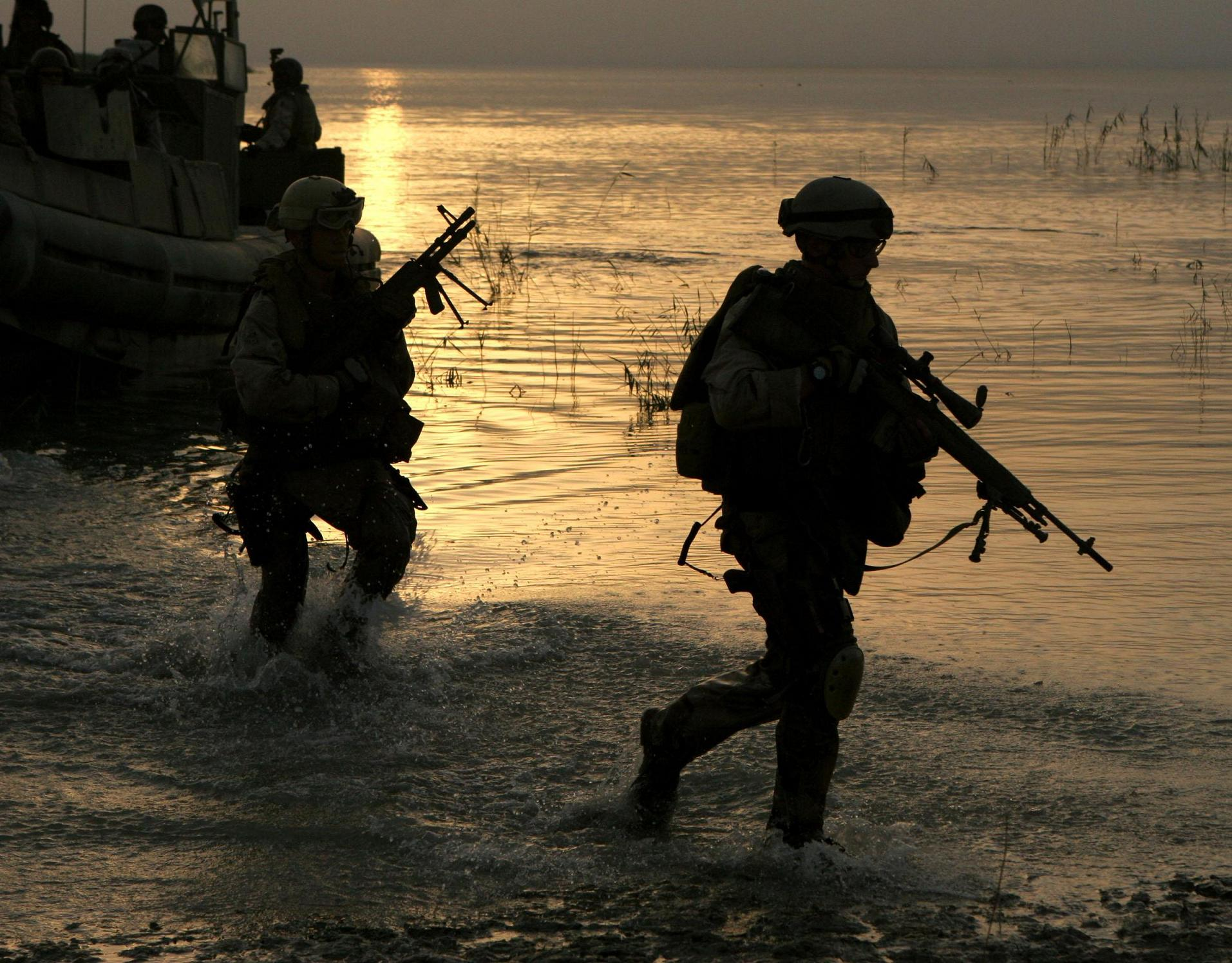
Soldati del 13º Corpo di Spedizione sbarcano sulle rive del lago Tharthar in Iraq il 15 luglio 2007

- Soldati del 13º Corpo di Spedizione sbarcano sulle rive del lago Tharthar in Iraq il 15 luglio 2007M14 SMUD (Stand-off Munition Disruption): variante usata nella neutralizzazione di potenziali ordigni esplosivi. Si tratta di una variante NM con mirino telescopico.
- Mk 14 EBR (Enhanced Battle Rifle): versione tattica dell'M14 con canna accorciata da 18 pollici, calcio collassabile e slitte per accessori.
- M14 Tactical: variante basata sul Mk 14 ma con canna da 22 pollici e freno di bocca Smith Enterprise, attualmente in uso presso i reparti della Guardia costiera statunitense.
- M14 DMR (Designated Marksman Rifle): versione da tiratore, impiegata dallo U.S. Marine Corps, soppiantata dalla variante M39 EMR.
- M39 EMR (Enhanced Marksman Rifle): variante modificate del classico M14 DMR con calciatura Mk 14. Attualmente in ritiro e sostituito dal più moderno M110 SASS[36].
- M89 SR (Sniper Rifle): variante bullpup dell'M14 introdotta dalla Sardius nel 1980 e poi prodotta dalla TEI per le forze armate israeliane (IDF).
- AWC G2A: una variante di M14 montata all'interno di un calcio bullpup progettato da Lynn McWilliams e Gale McMillian alla fine degli anni '90. Pochi esemplari furono prodotti per test non positivi a Fort Bragg.
- M21 - M25: varianti di precisioni realizzate con tolleranze minori per garantire la massima accuratezza. Sono le varianti più diffuse di M14.

### Produzione commerciale

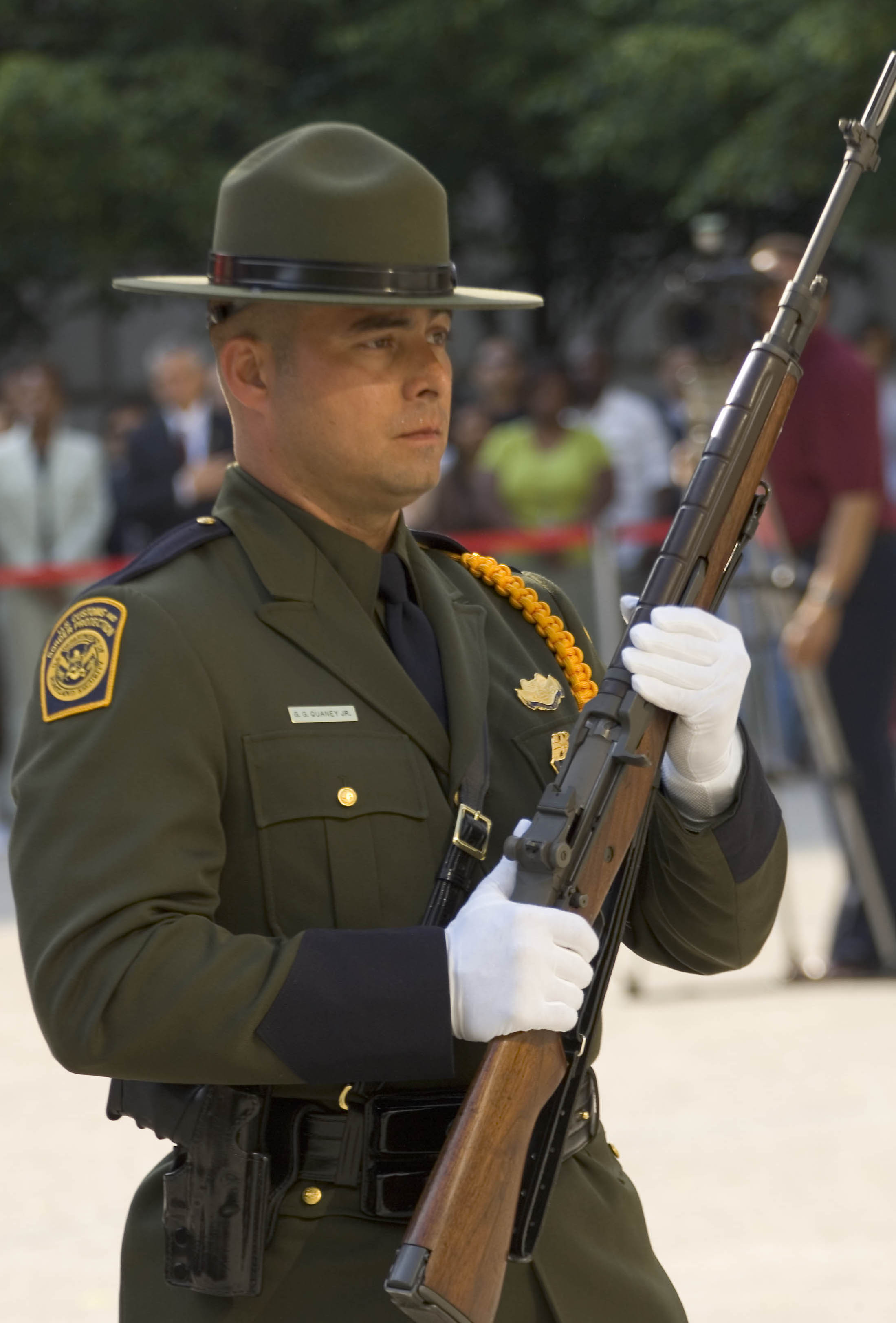
Membro della polizia di frontiera statunitense armato di M14 durante una cerimonia

- Armscorp M14: tra il 1987 e il 1994, la Armscorp produsse castelli semiautomatici in acciaio con la tecnica della cera persa. Nei primi anni, i castelli venivano forniti dalla Smith Manufacturing di Holland, Ohio e completati (temprati e fresati) dalla Armscorp. Dal 1988 al 1994, alcuni castelli vennero prodotti in acciaio inossidabile e sono riconoscibili dal prefisso S. Dal 1994 fino al 2008 i castelli sono stati invece forniti dalla Lamothermic Corporation di Bewster, New York.
- CAR 14: prodotto dalla Troy Industries, questo fucile è più piccolo e tattico del normale M14, con una canna da 317 mm e un peso di 3,6 kg. Il fucile presenta un selettore di fuoco, uno spegnifiamma con filettatura per il montaggio di silenziatori, scina sul lato superiore e copertura per la barra di connessione.

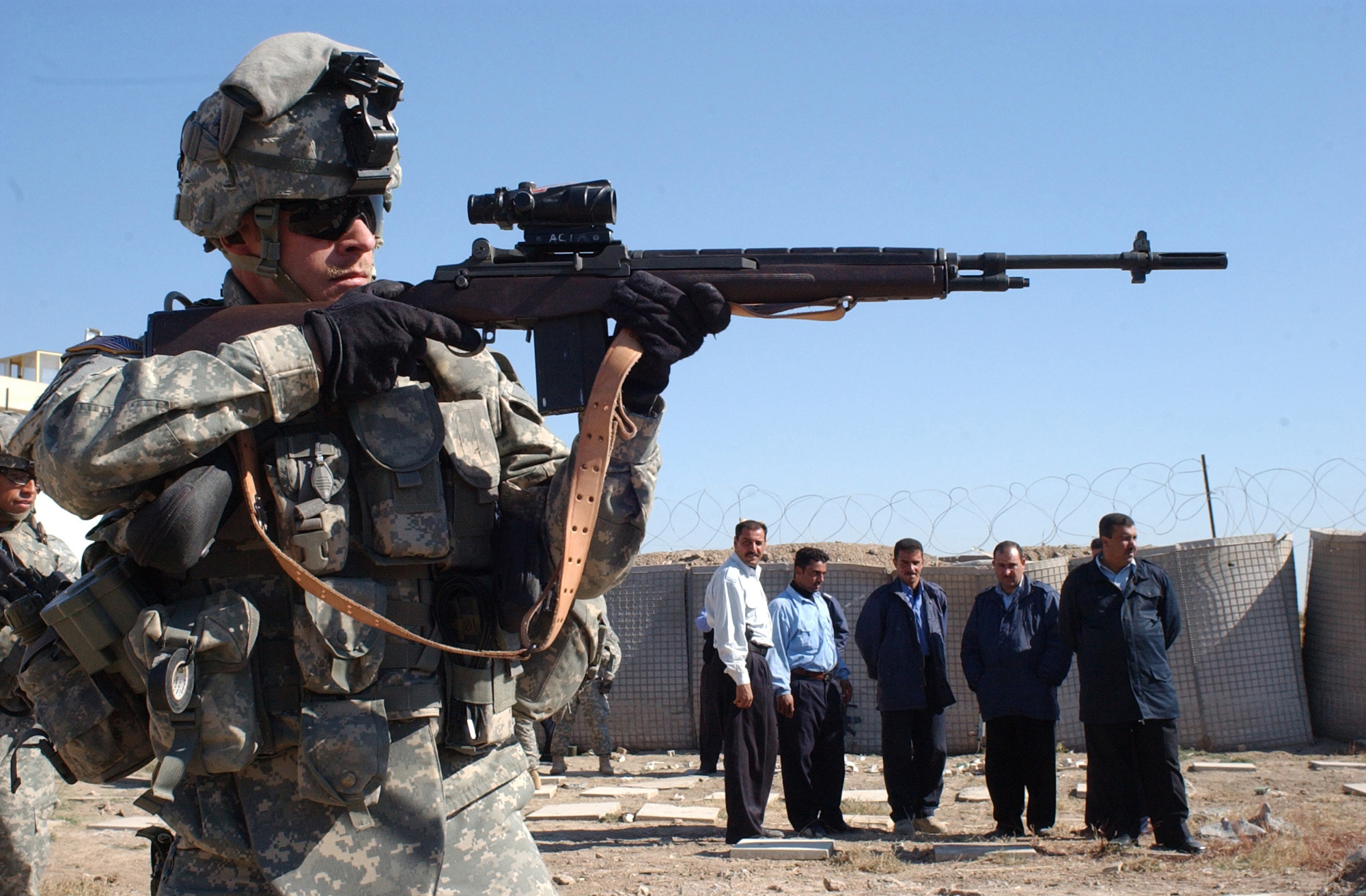
Soldato statunitense mostra come impiegare il fucile M14 alle pattuglie della IHP durante le operazioni in Iraq, 2006

- Soldato statunitense mostra come impiegare il fucile M14 alle pattuglie della IHP durante le operazioni in Iraq, 2006Federal Ordnance M14: tra il 1984 e il 1991 la Federal Ordnance di South El Monte (California) produceva una versione semiautomatica di M14[37] costruita con castelli di nuova produzione e le restanti parti ottenute come surplus dall'esercito[37]. I castelli erano prodotti in acciaio AISI 8620[37] e trattati secondo le specifiche imposte dall'esercito[37]. Ogni arma veniva testata con tre colpi e punzonata[37]. Parti di surplus militare vennero usate estesamente dalla FO fino ad almeno gli esemplari 88XX[37]. Nel 1989, la FO cambiò la denominazione dell'arma in M14SA e M14CSA. I fucili a partire dal numero seriale 93XX sono costruiti con castelli modificati in modo da poter montare parti di produzione cinese a causa di una mancanza improvvisa di surplus statunitense[37]. Circa 51.000 fucili completi e almeno 60.000 castelli in più furono prodotti prima dell'interruzione della produzione alla fine del 1991[37].

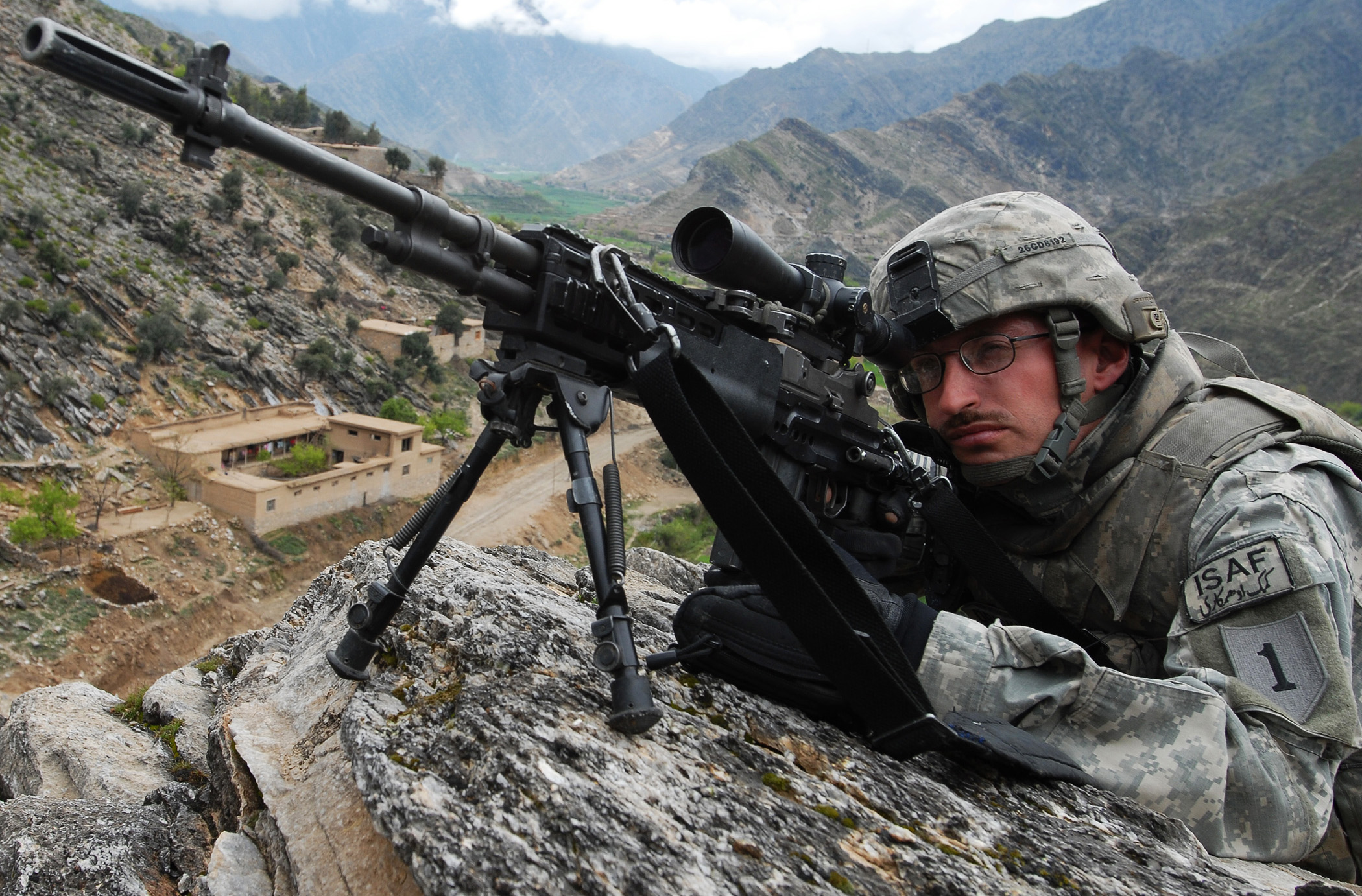
Soldato statunitense in osservazione durante una pattuglia in Afghanistan, 2009

- Soldato statunitense in osservazione durante una pattuglia in Afghanistan, 2009La France Specialties M14 K: variante commerciale di M14 progettata e costruita da Timothy F. LaFrance della LaFrance Specialties di San Diego, California. Il fucile presenta una canna personalizzata e accorciata con uno spegnifiamma sempre personalizzato, leva di azionamento accorciata e presa gas proprietaria. Le versioni automatiche montano spegnifiamma rimovibili, mentre le versioni civili (pochi esemplari furono realizzati) avevano lo spegnifiamma saldato alla volata (in modo da raggiungere la lunghezza minima di 406 mm. Molti M14K usano il sistema di gas degli M160 mentre i modelli più tardi montano un sistema proprietario. Altre modifiche riguardano la forma della calciatura, il posizionamento dell'anello per la cinghia e il fondello del calcio in gomma (non in metallo). Un piccolo numero di fucili montava il calcio pieghevole del BM-59 italiano mentre altri fucili avevano invece il calcio telescopico.

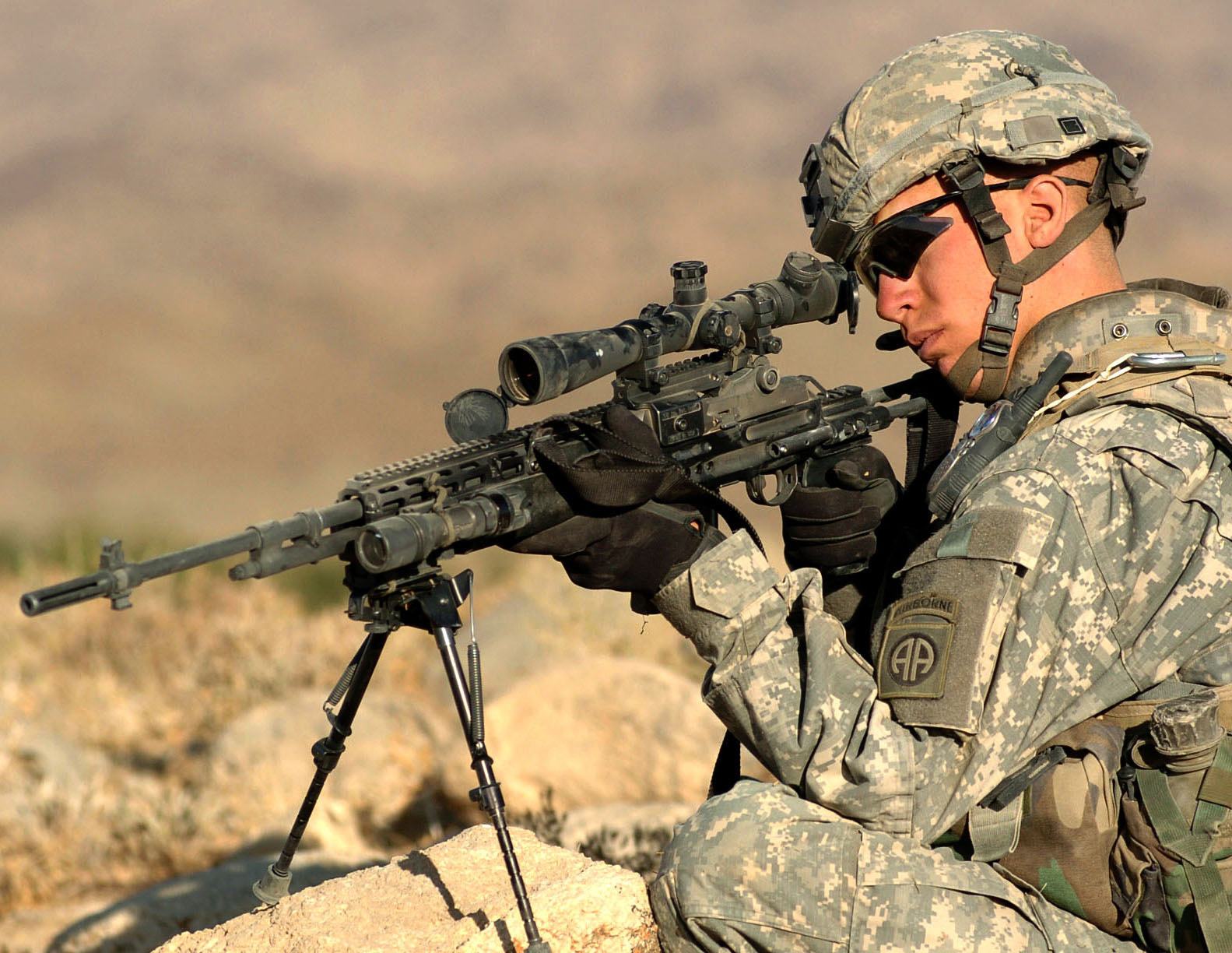
Soldato armato di M14 con calciatura Sage M14ALCS

- Soldato armato di M14 con calciatura Sage M14ALCSPolytech Industries M14 S: variante prodotta senza licenza in Cina[38].
- Norinco M305: variante cinese prodotta dalla Norinco[34][35][39] in due versioni (con canna lunga o corta)[40][41]. Lo M305A è una variante unica camerata per il proiettile 7,62 × 39 mm[42] mentre il 305B è un semplice M14 con canna da 470 mm[43]. La Norinco ha prodotto anche versioni a fuoco selettivo dell'M14[39].
- Smith Enterprise M14: la Smith Enterprise fu fondata come Western Ordnance nel 1979 da Richard Smith a Mesa, Arizona, producendo svariati fucili ma specializzandosi rapidamente in M1 Garand e M14[44]. Nel 1993 la WO cambiò nome in Smith Enterprise dopo aver costruito migliaia di fucili destinati all'estero[45][46] ma anche all'esercito statunitense durante la Guerra del Golfo[47]. La Smith Enterprise si rivelò parte fondamentale del processo di rinnovamento e ammodernamento degli M14 che portò alla creazion del Mk 14 EBR[45][48][49]. L'azienda produceva inizialmente castelli[44] per poi interrompere tale produzione fino al 2002[45]. Nel 2003 la SE creò la sua versione del M14 EBR con la denominazione Mk 14 Mod 0 Type SEI[45]. Il cilindro gas del nuovo fucile venne rapidamente introdotto nelle altre versioni ricevendo la denominazione NATO NSN 1005-00-790-8766[50].
- Springfield Armory M14: variante semiautomatica prodotta dalla Springfield Armory. Il fucile è meglio noto come M1A con tutte le variazioni previste dalla Springfield Armory (canne, calciature...). Questa variante è ampiamente diffusa negli Stati Uniti grazie al costo contenuto e alla buona qualità dei pezzi. La variante M21T replica in tutto e per tutto la varianta da tiratore in dotazione all'esercito[51].

## Utilizzatori

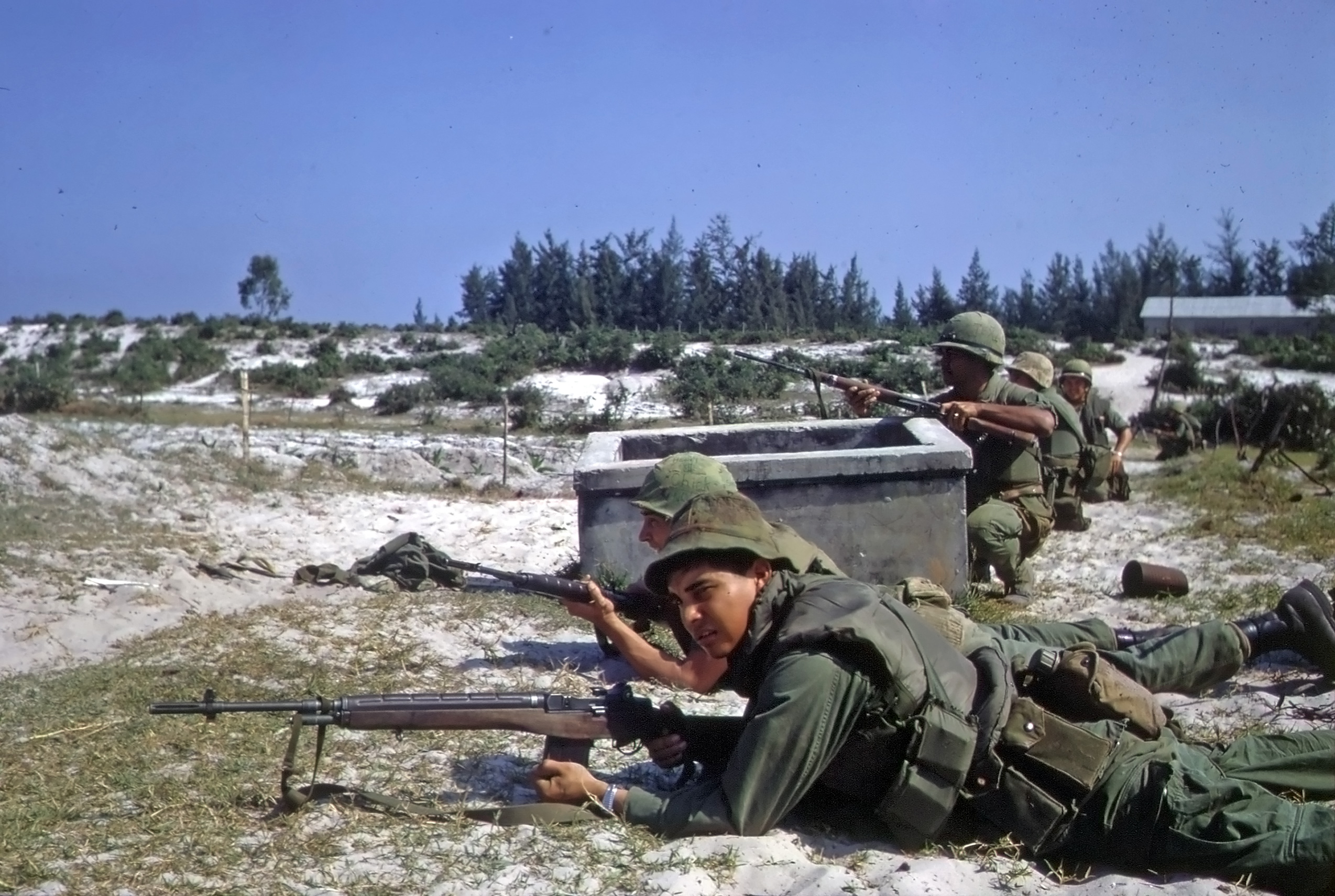
Nella battaglia di Hamo, durante l'offensiva del Tet, soldati americani e truppe dell'esercito regolare sudvietnamita difendono la loro postazione (foto scattata nel gennaio 1968)

- Afghanistan[52][53]
- Argentina[54]
- Nella battaglia di Hamo, durante l'offensiva del Tet, soldati americani e truppe dell'esercito regolare sudvietnamita difendono la loro postazione (foto scattata nel gennaio 1968) Australia[55][56][57]

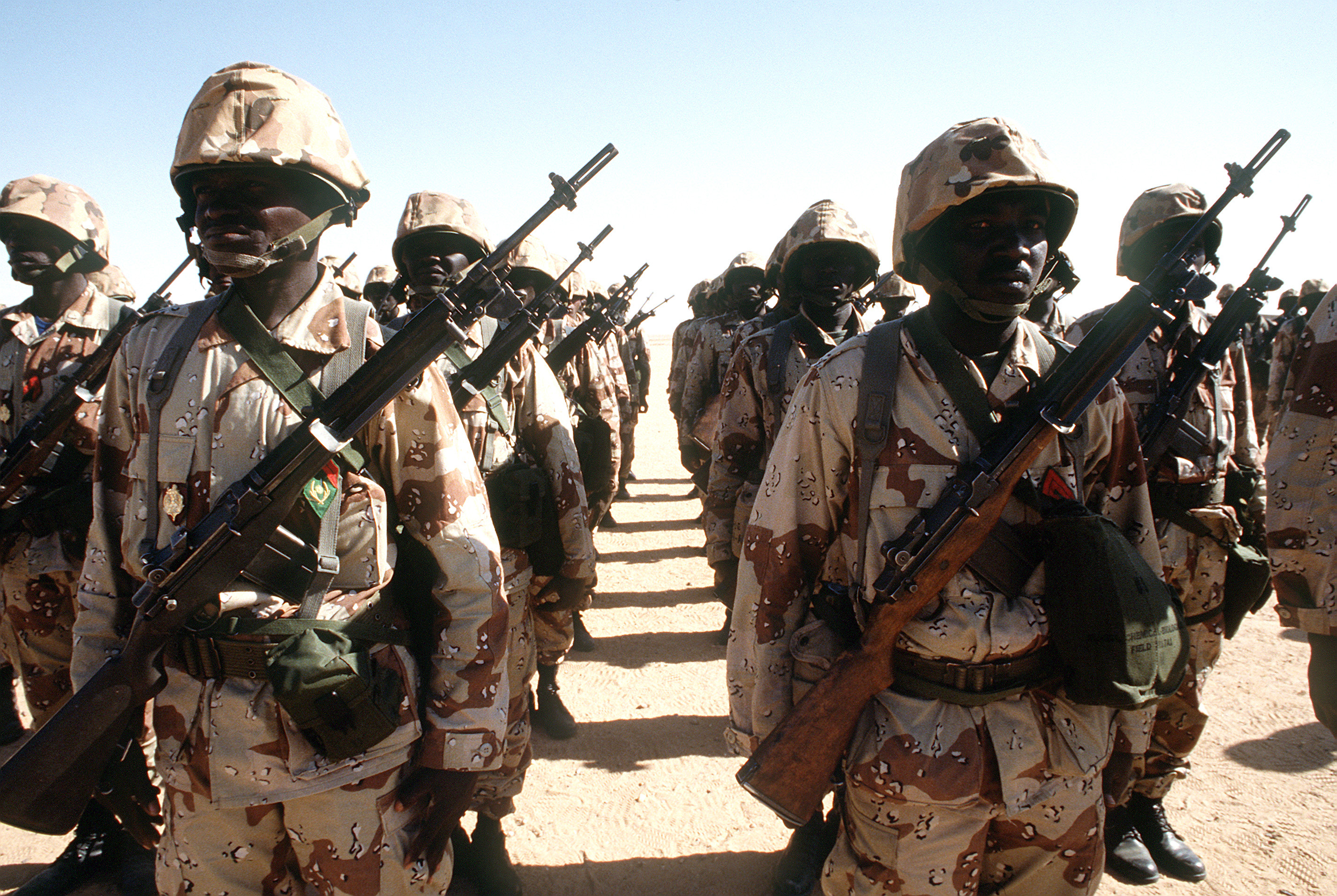
Soldati di un'unità nigerina in formazione per la visita di un dignitario durante l'operazione Desert Storm. Gli uomini sono armati con fucili M14

- Colombia[58]
- Costa Rica[58]
- Repubblica Dominicana[58]
- Ecuador[58]
- El Salvador[58]
- Eritrea[58]
- Estonia[59][60]
- Etiopia[58]
- Haiti[54]
- Honduras[58]
- Iraq[61]
- Soldati di un'unità nigerina in formazione per la visita di un dignitario durante l'operazione Desert Storm. Gli uomini sono armati con fucili M14 Israele[54][62]
- Lettonia[63]
- Libano[64]
- Lituania[65]
- Malaysia[66]
- Niger[58]
- Filippine[58][67][68]
- Corea del Sud[69][70]
- Taiwan[54]
- Tunisia[58]
- Stati Uniti d'America[71][72][73]
- Venezuela[74]
- Vietnam[75]